# Нахвиоци (Челић)
Нахвиоци је насељено мјесто у општини Челић, Босна и Херцеговина.

## Историја
До рата је ово насеље било у саставу општине Лопаре.

## Становништво
|             | 2013.        | 1991.         | 1981.         | 1971.         |
| Укупно      | 546 (100,0%) | 834 (100,0%)  | 891 (100,0%)  | 927 (100,0%)  |
| Бошњаци     | 542 (99,27%) | 761 (91,25%)1 | 859 (96,41%)1 | 915 (98,71%)1 |
| Хрвати      | 3 (0,549%)   | 14 (1,679%)   | 8 (0,898%)    | 6 (0,647%)    |
| Срби        | 1 (0,183%)   | 1 (0,120%)    | 19 (2,132%)   | 5 (0,539%)    |
| Остали      | –            | 53 (6,355%)   | –             | 1 (0,108%)    |
| Југословени | –            | 5 (0,600%)    | 5 (0,561%)    | –             |

1. 1 На пописима од 1971. до 1991. Бошњаци су пописивани углавном као Муслимани.